# معبد يوشيما تينمان
معبد يوشيما تينمان او (باللغة اليابانية 湯島天満宮 Yushima Tenman-gū ) يتواجد في منطقة بونكيو في طوكيو التي تعد عاصمة اليابان . تأسس المعبد عام 458 م وأعيد بناؤه عام 1355 م . يشتهر هذا المعبد بزهور البرقوق .